# Kese (Indonesië)
Kese is een bestuurslaag in het regentschap Purworejo van de provincie Midden-Java, Indonesië. Kese telt 703 inwoners (volkstelling 2010).